# Government Communications Security Bureau

UKUSA - Australia, Canada, Nova Zelândia, Reino Unido, Estados Unidos

Government Communications Security Bureau (GCSB) é a agência de inteligência do governo da Nova Zelândia, equivalente da NSA americana. De acordo com o site oficial da agência sua missão é contribuir para a segurança nacional da Nova Zelândia fornecendo informação e segurança cibernética, inteligência estrangeira e assistência a outros órgãos do governo da Nova Zelândia.

## Controvérsias
De acordo com as revelações da vigilância global baseadas nos documentos fornecidos por Edward Snowden em 2013,, a Nova Zelândia e os demais membros do grupo chamado de Cinco Olhos, a Austrália, o Canadá, o Reino Unido e os Estados Unidos da América,, são todos participantes ativos dos programas de vigilância e espionagem global, sob o comando da NSA.